# Efecto Mariposa (álbum)
Efecto Mariposa es el primer álbum de estudio de la banda española del mismo nombre Efecto Mariposa. Fue lanzado en España el 15 de abril de 2001 bajo el sello de Universal Music, primera discográfica con la que firmaron los malagueños. El sencillo con el que empezaron la promoción de este trabajo debut fue «Sola», canción que logró cierta repercusión en la escena musical española. Desapercibidos pasaron, sin embargo, el resto de canciones elegidas para dar a conocer el disco: «Inocencia», «Cuerpo con cuerpo» y «Hoy por mí» (este último elegido para la promoción en México). Para Efecto Mariposa contaron en la producción con la colaboración de Juan Luis Jiménez, de Presuntos Implicados.

## Lista de canciones
| N.º | Título              | Duración |  |
| 1.  | «Sola»              | 3:51     |  |
| 2.  | «Inocencia»         | 3:22     |  |
| 3.  | «Cuerpo con cuerpo» | 3:48     |  |
| 4.  | «Hoy por mí»        | 3:21     |  |
| 5.  | «Objeto sin valor»  | 3:52     |  |
| 6.  | «Sed»               | 3:52     |  |
| 7.  | «No hay color»      | 4:23     |  |
| 8.  | «Dime»              | 3:41     |  |
| 9.  | «Árbol de vida»     | 3:40     |  |
| 10. | «Un adiós»          | 3:31     |  |
| 11. | «Ya aprenderé»      | 4:47     |  |

## Posiciones y certificaciones

### Semanales
| País   | Ranking         | Primera semana | Posición de ingreso | Mejor posición | Semanas en la mejor posición | Semanas en el ranking | Última semana |
| ------ | --------------- | -------------- | ------------------- | -------------- | ---------------------------- | --------------------- | ------------- |
| Europa |                 |                |                     |                |                              |                       |               |
| España | Top 100 álbumes | -              | -                   | -              | -                            | -                     | -             |

### Copias y certificaciones
| País   | Proveedor  | Año | Certificación | Copias certificadas (según IFPI) |
| Europa |            |     |               |                                  |
| España | Promusicae | -   | -             | -                                |